# Saint-Julien-d'Oddes
Saint-Julien-d'Oddes är en kommun i departementet Loire i regionen Auvergne-Rhône-Alpes i centrala Frankrike. Kommunen ligger i kantonen Saint-Germain-Laval som tillhör arrondissementet Roanne. År 2022 hade Saint-Julien-d'Oddes 297 invånare.

## Befolkningsutveckling
Antalet invånare i kommunen Saint-Julien-d'Oddes
| Referens: INSEE |